# مخيم عامرية الفلوجة
مخيم عامرية الفلوجة هو مخيّم للنازحين العراقيين الذين نزحوا من ديارهم أثناء احتلال تنظيم الدولة (داعش) لمحافظة الأنبار وأثناء استعادتها إلى الحكومة العراقية، موقع المخيم في قضاء العامرية في جنوب مدينة عامرية الفلوجة، المسافة بين المخيم وبين مدينة الفلوجة 23 كيلومتراً، بلغ عدد النازحين فيه 16250 عائلة، أُحصيَ منهم 1520 طلفاً، حتى شهر حزيران سنة 2016، وأعلنت المفوضية العليا لحقوق الإنسان في العراق أن عدد عوائل مخيمات عامرية الفلوجة 300 عائلة حتى يوم 20 آذار سنة 2018، وفي 26 كانون الأول سنة 2021 قال قائم مقام قضاء عامرية الفلوجة إن عدد النازحين في عامرية الفلوجة أصبح 420 عائلة، أنشاَ المخيّمَ وزارة الهجرة والمهجرين العراقية، والمفوضية السامية للأمم المتحدة لشؤون اللاجئين، مخيم عامرية الفلوجة مُلحقٌ به مخيمات فرعية، كان عددها 31، أو 14، ثم نقصت إلى 10 مخيمات، أسماؤهنّ مخيمُ الشهداء والسلام والنصر والتحرير والمتين والكرفانات والسعادة والقاعات والأمل المنشود والحُجاج، وعدد المقيمين فيهن نحو 395 عائلة حتى يوم 25 كانون الأول سنة 2021 وفقاً لمرصد أفاد، وكان في مخيم العامرية سوق، ومضخة تصفية ماء، وتصل إليه الكهرباء، وفيه مدرسة ومركز صحي، وكل ذلك تُنفق عليه منظمات إغاثية دولية. وكثيراً ما تنقل وسائل الإعلام أخباراً لأحوال المخيم السيئة.